# Slaget vid Hova
Slaget vid Hova var en strid vid Hova i Tiveden 14 juni 1275, där en bondehär under ledning av kung Valdemar Birgersson besegrades av dennes bröder hertig Magnus, senare Magnus Ladulås, och Erik med tillnamnet "Allsintet".
Sedan Magnus och Erik sagt upp tro och lydnad till sin bror Valdemar, värvades en upprorshär i Danmark, enligt Erikskrönikan bestående av 700 tyska och danska ryttare. Hertig Magnus trupper marscherade därefter norrut genom Västergötland, samtidigt som kung Valdemars bondehär marscherade söderut mot Tiveden för att slå ner upproret. Sedan Magnus fått rapporter om att större delen av Valdemars bondehär slagit läger vid Hova, samtidigt som kungens bästa krigare fanns en bit därifrån vid Ramundeboda, fick de danska och tyska ryttarna order om att anfalla bönderna. De få överlevande bland Valdemars bönder tvingades slutligen att fly ut i mossar och kärr. Enligt den inte helt pålitliga Erikskrönikan försov sig Valdemar i Ramundeboda medan striden pågick.
Segern i slaget medförde att Magnus övertog den svenska kronan och att Valdemar flydde till Norge.